# Atherurus africanus
Atherurus africanus là một loài động vật có vú trong họ Nhím lông Cựu Thế giới, bộ Gặm nhấm. Loài này được Gray mô tả năm 1842.

## Hình ảnh

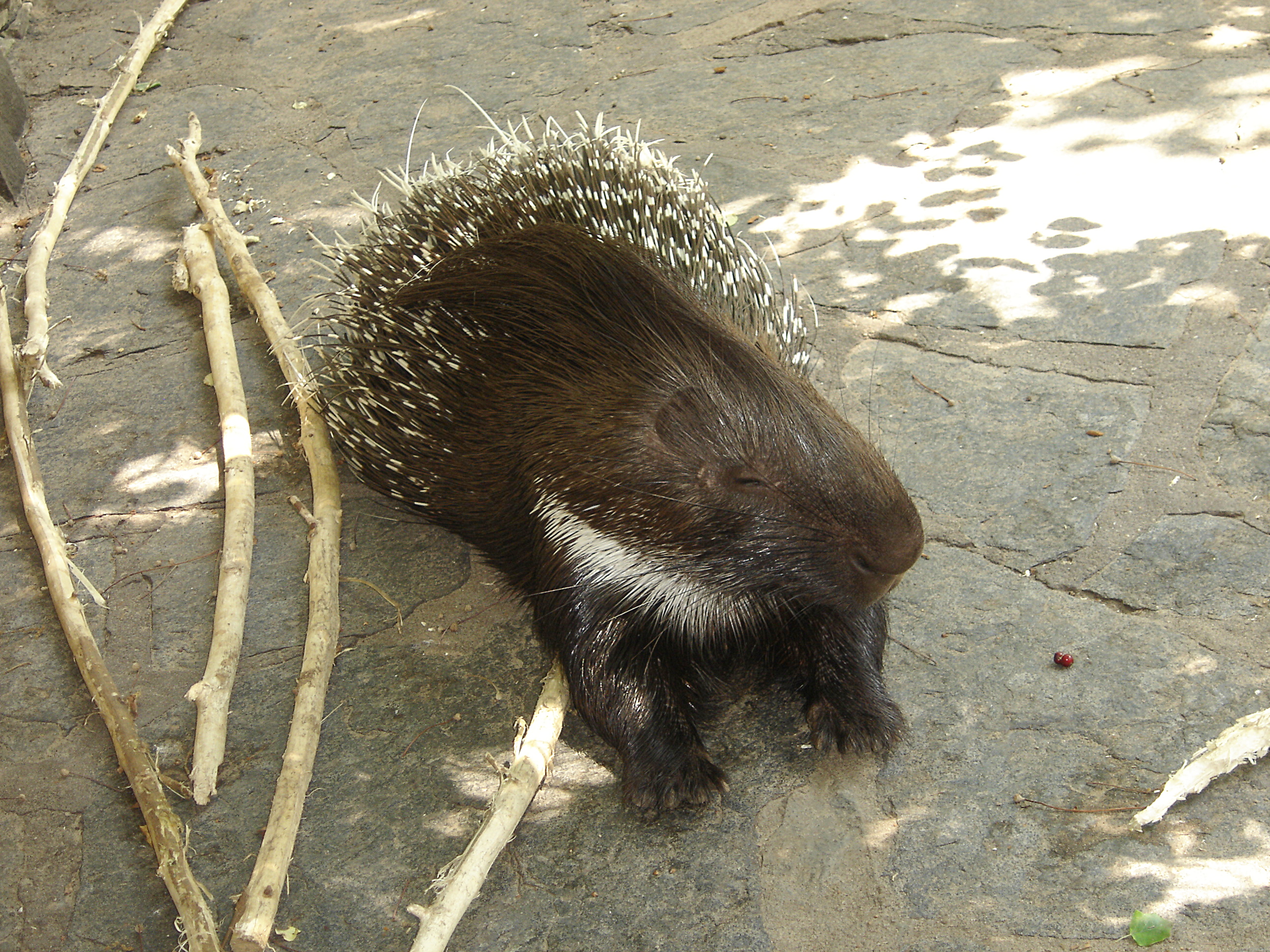
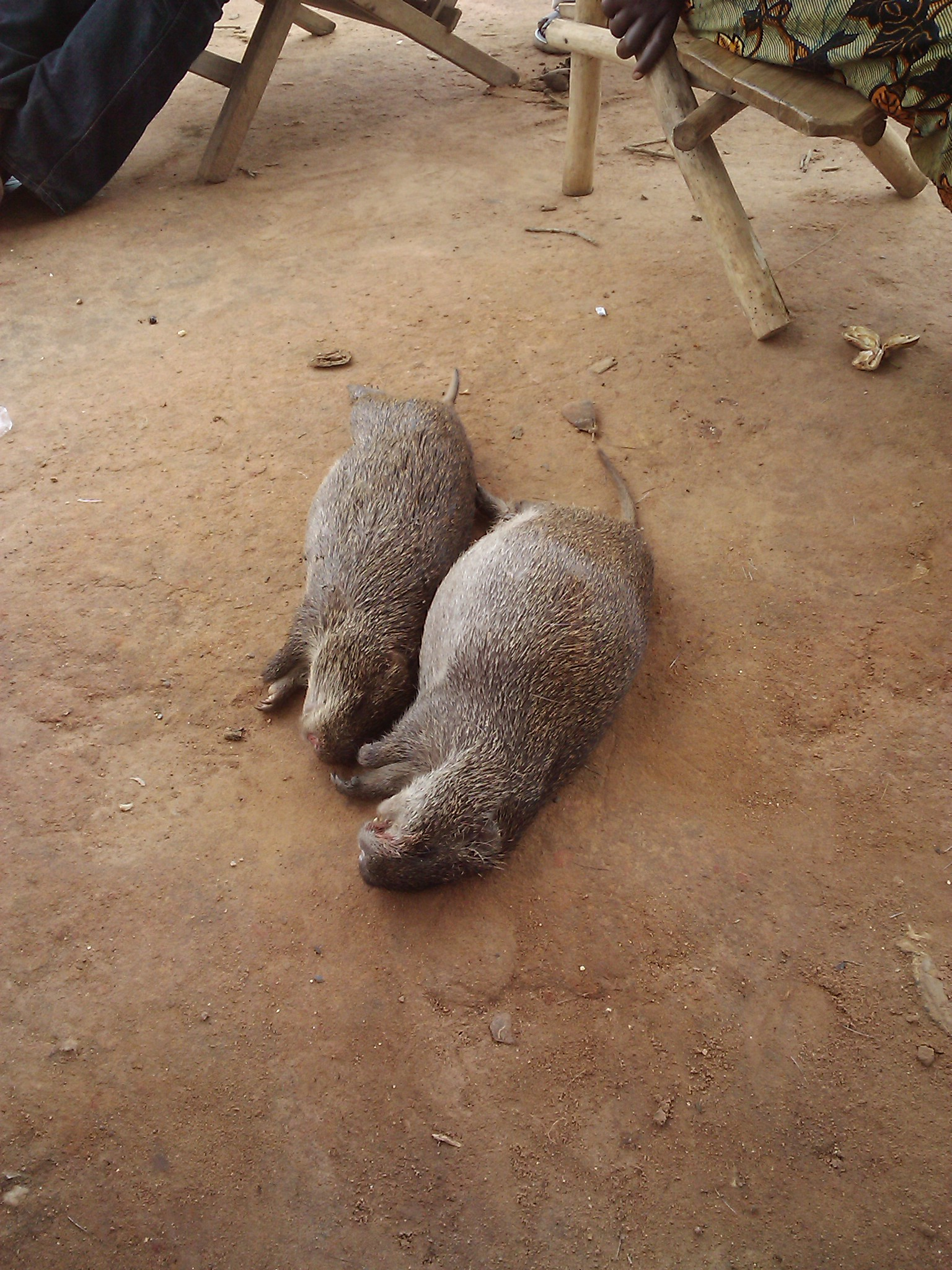
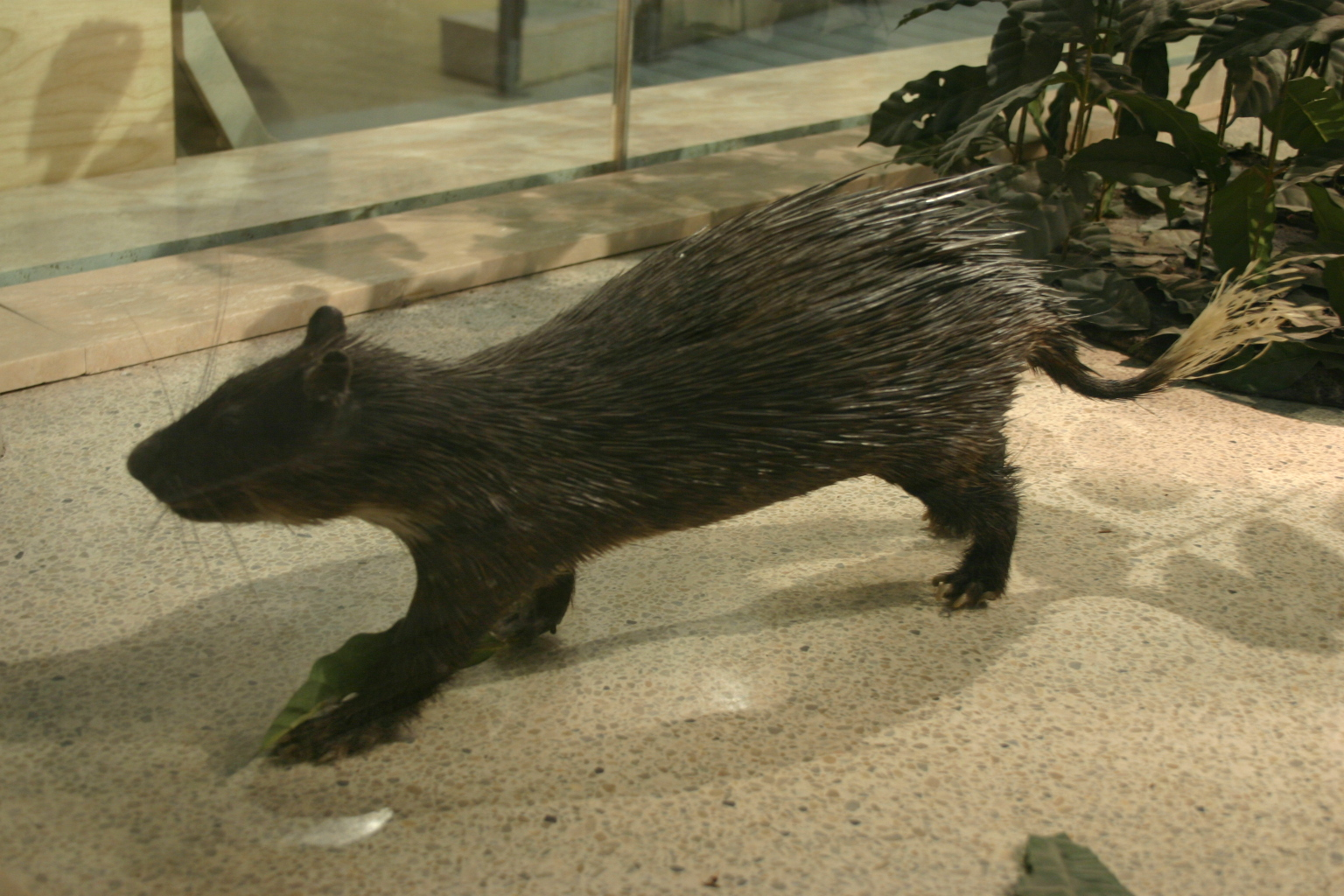